# Casa portoghese di Borgogna

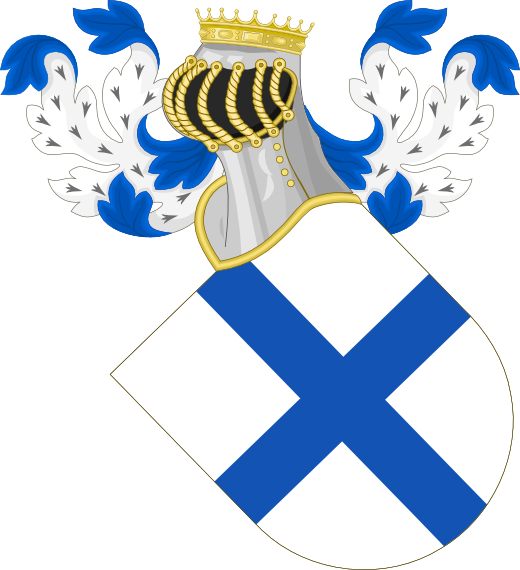
Stemma della Casata portoghese di Borgogna

La Casa portoghese di Borgogna fu un ramo cadetto portoghese della casata regnante nel Ducato di Borgogna.
Venne fondato da Enrico di Borgogna nel 1093 e si estinse alla morte di re Ferdinando I del Portogallo nel 1383.

## Genealogia
Enrico di Borgogna, conte del Portogallo dal 1096 al 1112 (c. 1066 - 22 maggio 1112) - sposò circa nel 1095 Teresa di León (c.1080 - 11 novembre 1130):
1. Urraca Enrico (c. 1095 - 1173) - sposò Bermudo Perez de Traba (? - 1168): con discendenza;
2. Sancha Enrico (c. 1097 - 1163) - sposò Sancho Nunes de Celanova: con discendenza; sposò poi Fernando Menses de Braganza;
3. Teresa Enrico (1098)
4. Alfonso Enrico (1109 - 1185), re del Portogallo dal 1139 al 1185 - sposò il 31 marzo 1146 Mafalda di Savoia (c. 1125 - 3 dicembre 1157/8):
  1. Enrico (5 marzo 1147 - 1155)
  2. Urraca (1148 - 1211) - sposò Ferdinando II di León (1137 - 1188): con discendenza;
  3. Teresa (1151 - 1218) - sposò Filippo I di Fiandra (c. 1143 - 1191); sposò poi Oddone III di Borgogna (1166 - 1218): con discendenza;
  4. Mafalda (1148-1173)
  5. Sancho I (11 novembre 1154 - 26 marzo 1211), re dal 1185 al 1211 - sposò nel 1174 Dolce di Barcellona (1160 - 1198):
    1. Teresa (1175 - 1250) - sposò nel 1191 Alfonso IX di León (1171 - 1230): con discendenza;
    2. Sancha (1180 - 1229)
    3. Costanza (1182 - 1202)
    4. Alfonso II (23 aprile 1185 - 25 marzo 1223), re dal 1211 al 1223 - sposò nel 1206 Urraca di Castiglia (1186 - 1220):
      1. Sancho II (8 settembre 1207 - 4 gennaio 1248), re dal 1223 al 1248 - sposò nel 1240 Mencía López de Haro (c.1215 - 1270)
      2. Alfonso III (5 maggio 1210 - 16 febbraio 1279), re dal 1248 al 1270 - sposò nel 1238 Matilde II di Boulogne (1202 - 1259), divorziando nel 1253; sposò poi nello stesso anno Beatrice di Castiglia e Guzmán (1242 - 27 ottobre 1303):
        1. (II) Bianca (25 febbraio 1259 - 17 aprile 1321): ebbe discendenza;
        2. Dionigi (9 ottobre 1261 - 7 gennaio 1325), re dal 1279 al 1325 - sposò nel 1288 Isabella d'Aragona (1271 - 1336):
          1. Costanza (3 gennaio 1290 - 18 novembre 1313) - sposò il 23 gennaio 1302 Ferdinando IV di Castiglia (6 dicembre 1285 - 7 settembre 1312): con discendenza;
          2. Alfonso IV (8 febbraio 1291 - 28 maggio 1357), re dal 1325 al 1357 - sposò il 12 settembre 1309 Beatrice di Castiglia (1293-1359):
            1. Maria (1313 - 18 gennaio 1357) - sposò nel 1328 Alfonso XI di Castiglia (11 agosto 1311 - 26 marzo 1350): con discendenza;
            2. Alfonso (1315 - 1317)
            3. Dionigi (12 febbraio 1317 - prima della fine del 1317)
            4. Pietro I (8 aprile 1320 - 18 gennaio 1367), re dal 1357 al 1367; sposò il 24 agosto 1830 Costanza Manuel (c.1318 - 27 gennaio 1349); sposò nel 1354 Inés de Castro (1325 - 1355)
              1. (I) Maria (6 aprile 1342 - 1377) - sposò Ferdinando d'Aragona (1329 - 1363): con discendenza;
              2. Luigi (1344)
              3. Ferdinando I (31 ottobre 1345 - 22 ottobre 1383), re dal 1367 al 1383 - sposò Eleonora Telles de Menezes (c.1350 - 1386):
                1. Beatrice (1373 - 1420) - sposò Giovanni I di Castiglia: con discendenza;
                2. Alfonso (1382 - morto poco dopo la nascita)
                3. Costanza (1383 - morta poco dopo la nascita)
                4. (ill.) Isabella (1364 - 1395) - sposò Alfonso Enriquez (1355 - c.1400): con discendenza;

              4. una figlia (1349 - morta dopo la nascita)
              5. (II) Alfonso (1350 - morto dopo la nascita)
              6. Giovanni (1352 - 1396) - sposò nel 1376 Maria Teles de Meneses; sposò nel 1380 Costanza Enriquez de Castiglia:
                1. (I) Ferdinando (c. 1378 - ?) - con discendenza;
                2. (II) Maria (1381 - ?) - sposò Martin Vasquez de Acuna: con discendenza;
                3. Beatrice (? - novembre 1446) - sposò Pedro Nino: con discendenza;
                4. (ill.) Luis da Guerra, religioso
                5. Afonso (c.1370 - 1441) - sposò Branca da Cunha das Regras; sposò poi Maria de Vasconcelos:
                  1. (I) Isabel (c.1420 - 5 gennaio 1482) - sposò Alvaro da Castro, I conte di Monsanto (c.1420 - 24 agosto 1471): con discendenza;
                  2. Ines
                  3. Violante
                  4. (II) Fernando - sposò Isabel Coutinho:
                    1. Afonso (1441 - 1510) - sposò Isabel da Silva (c.1440 - 1510): con discendenza;

                6. Pedro da Guerra (c.1366 - 1406) - sposò nel 1395 Teresa Anes Andeiro; sposò poi Maria Anes (c.1380 - ?)
                7. Fernando (c.1374 - ?) - sposò Leonor Vasques Coutinho: con discendenza;

              7. Dionigi (1353 - 1403) - sposò nel 1372 Joan di Castiglia:
                1. Pedro - sposò Maria de Toledo
                2. Beatriz (? - 1470)
                3. (ill.) Fernando - sposò Maria de Torres
                4. Juan
                5. Beatriz, religiosa
                6. Inés, religiosa

              8. Beatrice (1354 - 1381) - sposò nel 1373 Sancho d'Alburquerque (1342 - 1374): con discendenza;
              9. (con Teresa Lourenço) Giovanni I del Portogallo - creatore del casato successivo sul trono di Portogallo Casato d'Aviz

            5. Isabella (21 dicembre 1324 - 11 luglio 1326)
            6. Giovanni (23 dicembre 1326 - 21 giugno 1327)
            7. Eleonora (1328 - 1348)

          3. (ill. con Maria Pires) Joao (1280 - 1325)
          4. (ill. con Marinha Gomes) Maria (1290 - 1340) - sposò Juan Alfonso de la Cerda
          5. (//) Maria (? - 1320), religiosa
          6. (ill. con Gracia Froes) Pedro Afonso (1287 - 1354)
          7. (ill. con Aldonça Rodrigues Talha) Afonso Sanches (1289 - 1329) - sposò Teresa Martins de Meneses:
            1. Joao Afonso (c.1304 - 28 settembre 1354) - sposò nel 1324 Isabel Tellez de Meneses:
              1. (I) Martin Gil (c.1325 - 1365)
              2. (ill. con Maria Rodrigues Barba) Fernando Afonso: con discendenza ille.
              3. Beatrix - sposò Joao Afonso Telo
              4. Maria - sposò Gonçalo Teles de Meneses
              5. (ill. con Maria Gil) Pedro

          8. (ill.) Fernao (1280 - 1329)

        3. Alfonso (8 febbraio 1263 - 2 novembre 1312) - sposò nel 1287 Violante Manuel di Castiglia (c.1265 - 1314):
          1. Alfonso (c.1288 - c.1300)
          2. Maria (c.1290 - ?) - sposò Tello Alfonso de Meneses: con discendenza (? - 1315); sposò poi Fernando Diaz de Haro: con discendenza;
          3. Isabel - sposò Juan de Castille y Haro (? - 1326): con discendenza;
          4. Costanza - sposò Nuno Gonzalez de Lara (? - 1296)
          5. Beatrice - sposò Pedro Fernandez de Castro (1264 - 1284)

        4. Maria (1265 - 1266)
        5. Vicente (1268)
        6. Fernando (1269)
        7. (ill. con Mor Afonso) Martim (1250 - 1313) - sposò Ines Lourenço de Valadares:
          1. Martim Afonso Chichorro II (1280 - ?) - sposò Aldonça Anes de Briteiros:
            1. Vasco Martins de Sousa Chicorro (1320 - 1386) - sposò Ines Dias Manuel; sposò poi Estefania Garcia:
              1. (I) Martim Afonso de Sousa (1343 - tra il 1405 e 1415) - sposò nel 1366 Maria de Sousa:
                1. Gonçalo Anes (c.1366 - c.1415) - sposò prima di marzo del 1400 Filipa de Ataide; sposò poi nel 1413 Maria Coelho
                  1. (I) Mecia - sposò Sancho de Noronha: con discendenza;
                  2. (ill.) Frei Gonçalo (c.1394): con discendenza;

                2. Briolanja
                3. Ines
                4. Caterina
                5. (ill.) Martim Afonso (prima del 1405 - 1455) - sposò Violante Lopes de Tavora:
                  1. Fernão (c.1421 - c.1492) - sposò Mecia de Castro: con discendenza;
                  2. Pedro (c.1425 - prima del 7 luglio 1512) - sposò Maria Pinheiro: con discendenza
                  3. Rui: con discendenza;
                  4. Vasco - sposò Isabel Osorio: con discendenza;
                  5. Joao - sposò Branca de Ataide: con discendenza;
                  6. Brites: con discendenza;

                6. Pedro Vasques
                7. Beatriz

              2. Beatriz (1345)
              3. Isabel (1360)
              4. Violante (1350)
              5. (II) Afonso Vasques de Sousa: con discendenza;

          2. Maria Afonso Chichorro
          3. Constança
          4. Margarida
          5. Vasco Afonso de Sousa

        8. (//) Urraca (1260 - ?) - sposò Pedro Anes de Riba Vizela; poi Joao Mendes de Briteiros;
        9. (ill. con Maria Peres de Enxara) Afonso Dinis (1260 - 1310) - sposò Maria Pais Ribeira
        10. (ill.) Leonor (? - 1259), religiosa
        11. Fernando, religioso
        12. Gil (1250 - 1346), religioso
        13. Rodrigo (1258 - 1272), religioso
        14. Leonor (1250 - 1291)
        15. Urraca (1250 - 1281), religiosa

      3. Eleonora (c.1211 - 28 agosto 1231) - sposò Valdemaro il Giovane (c.1209 - 28 novembre 1231)
      4. Ferdinando (1217 - 19 gennaio 1246) - sposò Sancha Fernandez de Lara:
        1. (ill.) Sancho

      5. (ill.) Joao Afonso (? - 9 ottobre 1234)
      6. (ill.) Pedro Afonso (? - dopo il 1249):
        1. Costança Peres

    5. Raimondo (1187/88 - 9 marzo 1189)
    6. Pietro (23 febbraio 1187 - 2 giugno 1258) - sposò Aurembiaix di Urgell (1196 - 1231)
    7. Ferdinando (24 marzo 1188 - 27 luglio 1233)
    8. Enrico (dopo marzo 1189 - 8 dicembre dopo il 1189)
    9. Mafalda (c.1195 - maggio 1256) - sposò nel 1215 Enrico I di Castiglia (1204 - 1217)
    10. Bianca (1198 - c.1240)
    11. Berengaria (c.1198 - 27 marzo 1221) - sposò nel 1212 Valdemaro II di Danimarca (1170 - 1241): con discendenza;
    12. (ill. con Maria Aires de Fornelos) Martim Sanches (prima del 1175 - ?) - sposò Elo Perez de Castro
    13. (//) Urraca Sanches (prima del 1175 - ?) - sposò Lourenco Soares
    14. (ill. con Maria Pais de Ribeira) Rodrigo (? - 1245)
      1. (con Costanca Afonso de Cambra) Afondo Rodrigues, religioso

    15. (//) Gil (? - 14 settembre 1236, religioso
    16. (//( Nuno (morto nell'infanzia)
    17. (//) Maior (morto nell'infanzia)
    18. (//) Teresa - sposò Alfonso Tellez de Meneses: con discendenza;
    19. (//) Costança (1204 - 8 agosto 1269)
    20. (ill. con Maria Moniz de Ribeira) Pedro:
      1. Maria Peres de Cabreira - sposò Martim Peres Machado: con discendenza;

  6. Giovanni (1156 - 1164)
  7. Sancha (1157 -  14 febbraio 1167)
  8. (prima del matrimonio con Chamoa Gomez) Alfonso (1140 - 1207)
  9. (ill. con Elvira Galter) Urraca Alfonso (? - dopo il 1216)
  10. (//) Teresa Alfonso - sposò Sancho Nunes de Barbosa: con discendenza; sposò poi Fernando Martins Bravo
  11. (ill.) Pietro Alfonso (? - dopo il 1183)

## Storia

### Origine
Nel 1139, Alfonso Henriques, dopo la vittoria sui Mori il 25 luglio, nella battaglia d'Ourique, venne proclamato dalle sue truppe, il 27 luglio, re del Portogallo; nel 1140 invase ancora la Galizia e l'Imperatore, a Valdevez, gli propose una tregua, che fu accettata; da quel giorno il re di León e Castiglia, Alfonso VII, l'Imperatore, non annoverò più il Portogallo tra i suoi possedimenti; e nel 1143, a Zamora, fu sancita la pace, e di fronte al legato del papa Innocenzo II, in cambio della signoria di Astorga, Alfonso VII riconobbe al cugino, Alfonso Henriques, il titolo di re del Portogallo: divenne così, Alfonso I del Portogallo, che iniziò negoziati con la Santa Sede con due obiettivi: riuscire ad avere piena autonomia della chiesa portoghese ed avere il riconoscimento del Regno del Portogallo. I passi più importanti furono i seguenti:
- dichiarazione di vassallaggio dello stesso Don Afonso Henriques alla Santa Sede con pagamento, in quello stesso 1143, di un tributo annuale perpetuo, in virtù dell'inizio di una nuova fase politica iniziata con l'uso del titolo di re, dopo che con la fondazione del Monastero di Santa Cruz de Coimbra, nel 1131 subordinato direttamente alla curia romana, aveva permesso l'unione di tutte le diocesi portoghesi a quella di Braga;
- l'accettazione del tributo, nel maggio del 1144, da parte di papa Lucio II, che suonava come conferma dell'indipendenza, pur rivolgendosi nella missiva ad Alfonso I come dux portugallensis, e non come re del Portogallo;
- ottenimento della bolla del 1179 con la quale il papa Alessandro III designava per la prima volta Don Afonso Henriques come re e gli dava inoltre il permesso di conquistare le terre degli arabi su cui nessun altro principe cristiano avesse accampato diritti in precedenza.

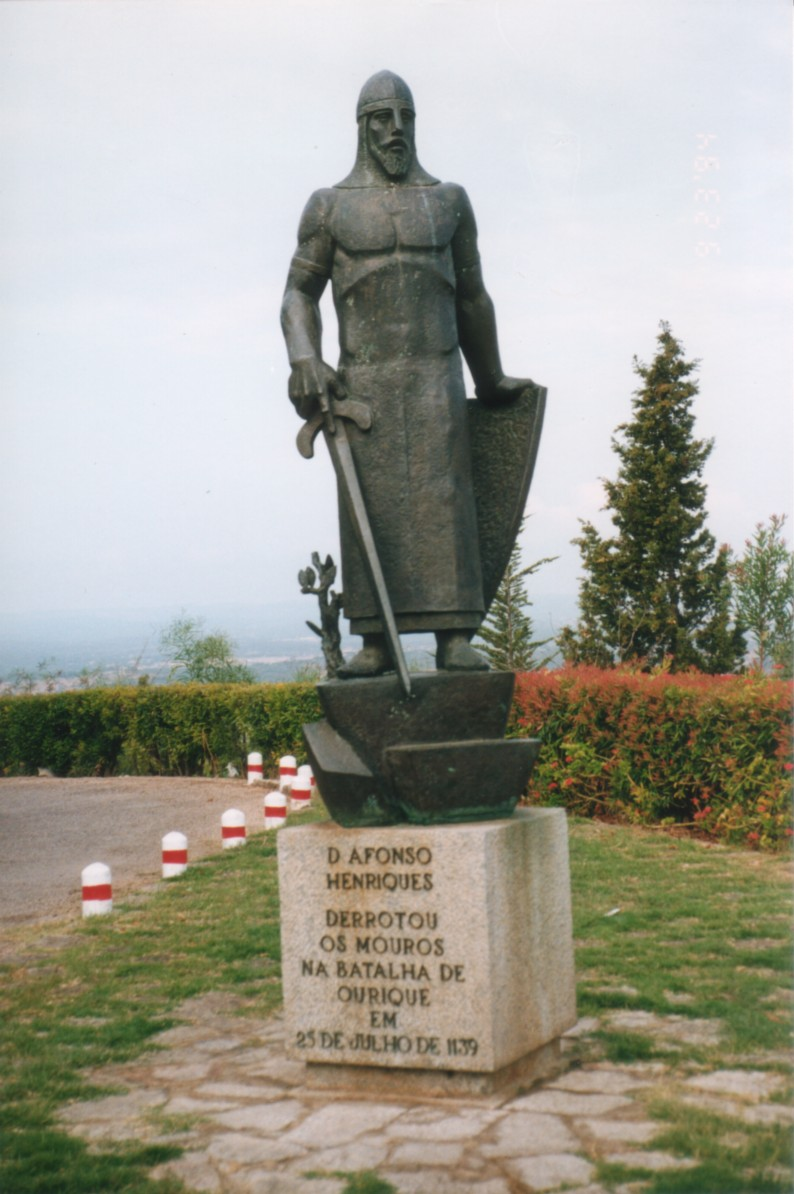
Alentejo - Statua di Afonso Henriques

Dopo il riconoscimento a re del Portogallo Alfonso I si dedicò alla pacificazione del regno e all'ingrandimento che iniziò dalla riconquista della città e del castello di Leiria nel 1142; dopo aver conquistato la città di Santarém, nel 1147, conquistò Lisbona con l'aiuto di una flotta di 200 navi con 13.000 crociati che si stavano recando in Palestina; dopo si arrese anche l'inespugnabile castello di Sintra e la guarnigione di Palmela si diede alla fuga.
Dopo queste vittorie alcuni crociati si fermarono in Portogallo stabilendosi nelle zone appena liberate dai Mori.
Nel 1153, fu fondato il monastero di Alcobaça, vicino a Leiria, che portò al ripopolamento della zona.
Dopo la conquista della città fortificata di Alcácer do Sal (1158), ed una sconfitta da parte dell'imperatore degli almohadi del Marocco, ‛Abd al-Mù'min, nel 1161, dal 1162, le sue truppe, in pochi mesi, portarono a termine, la conquista di quasi tutta la regione dell'Alentejo nel sud del Portogallo: Beja, Evora, Serpa, il castello di Juromenha (vicino a Alandroal) e poi a nord-est, Cáceres e Trujillo, nell'attuale Spagna.
Dal 1163, ebbe screzi col re del León, Ferdinando II, e nel 1168, benché Ferdinando II fosse divenuto suo genero, Alfonso I attaccò in Galizia, dove fu sconfitto e all'assedio del castello di Badajoz, fu ferito e fatto prigioniero e, nella pace siglata a Pontevedra, nel 1169, offrì al genero una grossa somma in oro e restituì a Ferdinando II venticinque castelli, incluse le città di Cáceres, Badajoz, Trujillo, Santa Cruz e Montánchez. Così, quando i Mori, nel 1170, assediarono Santarém, il genero Ferdinando II corse in suo aiuto e riuscì a liberare la città.
L'imperatore del Marocco, Yusuf, nel 1184, invase il Portogallo con un esercito reclutato in Nordafrica e assediò Alfonso I, a Santarém; il figlio, Sancho, ora comandante in capo, riusciva a tenere a bada gli assedianti, ma la salvezza furono i 20.000 uomini inviati dall'arcivescovo di Santiago di Compostela, e l'esercito leonese del genero Ferdinando II, giunto poco dopo, che ruppero l'assedio.

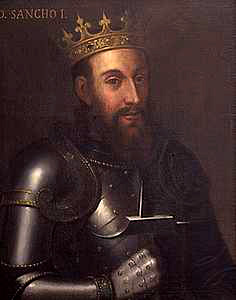
Sancho I

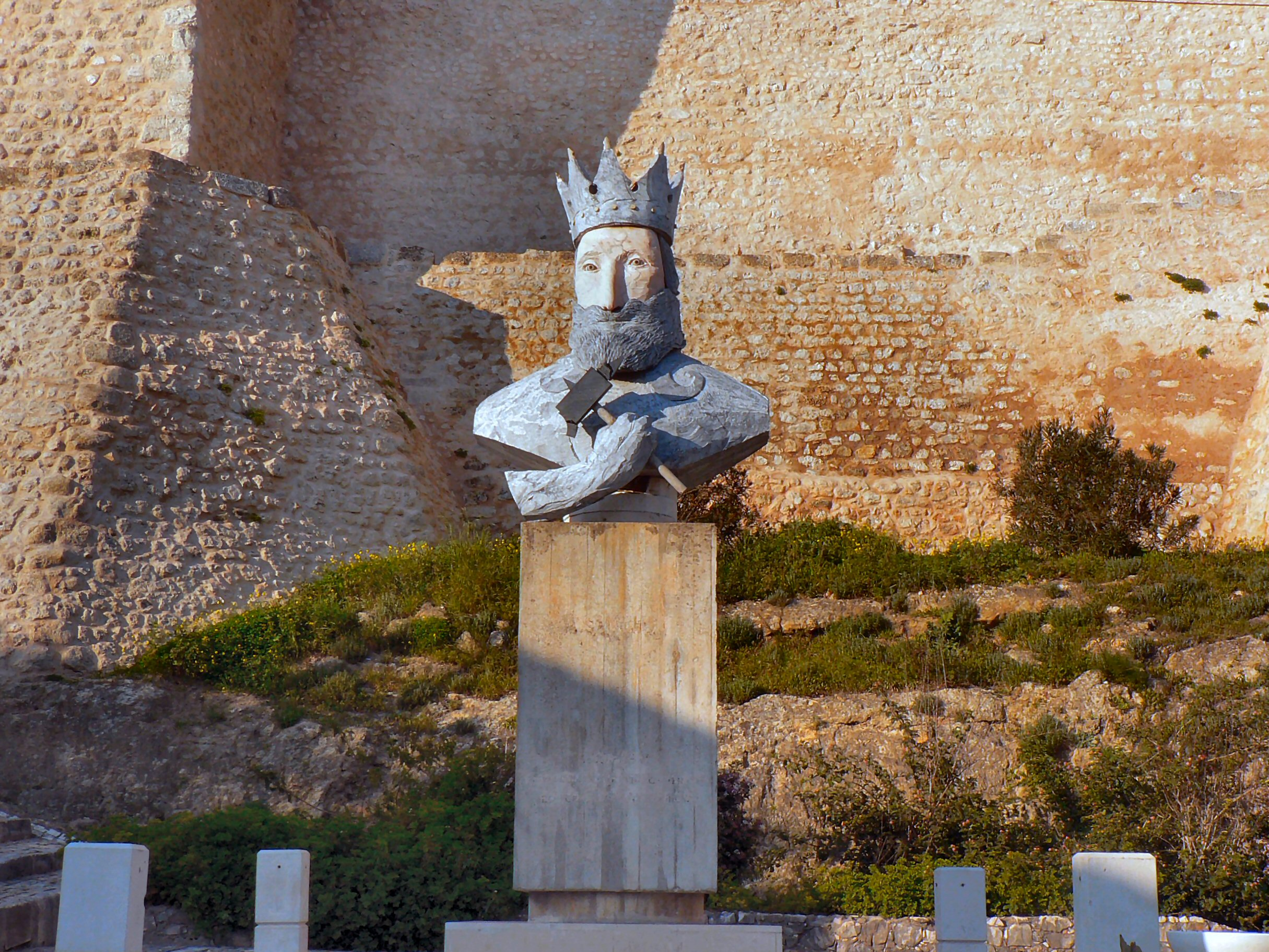
Statua di Sancho I, di João Cutileiro di fronte al castello di Torres Novas

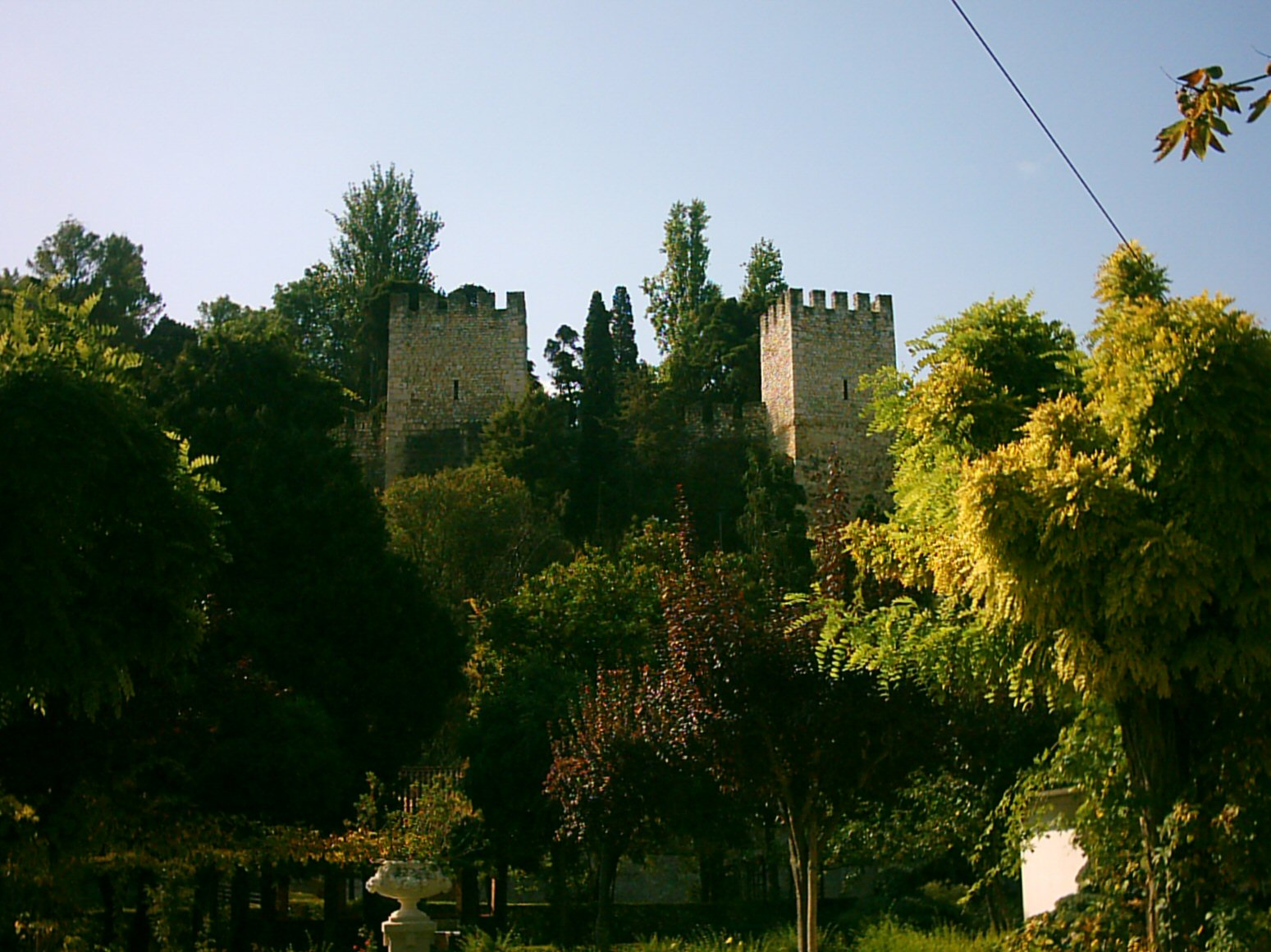
Castello di Torres Novas

Sancho I, succeduto al padre, nel 1185, si dedicò alla ricostruzione delle città ed alla costruzione di nuove, incoraggiando gli ordini militari (templari, ospitalieri, Calatrava e Santiago) a costruire castelli.
Nel 1189, alleatosi a dei crociati che navigavano verso la Palestina, Sancho si spinse in Algarve, dove sbarcato con gli alleati conquistò Alvor (Portimão) e la ricca Silves. Questa prima spedizione navale portoghese portò alla sottomissione della parte occidentale dell'Algarve e poi risalendo la provincia musulmana alla riconquista di Beja.
Allora il nuovo imperatore almohade del Marocco, Ya‘qūb, reagì assediando Silves e guadò il Tago, conquistò Torres Novas e mise il campo di fronte alla fortezza dei templari di Tomar, ma, a causa di una pestilenza, dovette ritirarsi a Siviglia; l'anno dopo (1190), Ya‘qūb riprese Silves, una parte delle conquiste di Sancho nell'Algarve e Alcácer. Sanzio si rassegnò alle perdite subite ma, onde prevenire futuri attacchi dai musulmani, piazzò delle roccaforti militari sulla riva destra del Tago, ripopolò la provincia con coloni del nord e restaurò il castello di Leiria.
Sancho partecipò con un contingente di truppe portoghesi alla battaglia di Alarcos (18 luglio 1196), dove le truppe cristiane subirono una sconfitta.
Tra il 1197 ed il 1199, fu in guerra col nipote e genero, il re di León, Alfonso IX, nel sud della Galizia.
Nel 1202, il Portogallo subì una grave carestia che determinò la perdita di parecchie vite umane e ciò costrinse Sancho ad aumentare, nei suoi ultimi anni di regno, gli sforzi per ripopolare il regno, creando città e distretti anche a sud del Tago. Sancho I morì a Coimbra, il 26 marzo del 1211, e gli succedette il figlio Alfonso II.

### Consolidamento del Regno

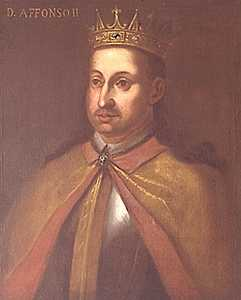
Alfonso II il Grasso

Il papa Innocenzo III gli confermò il titolo reale, dopo che Alfonso II aveva convocato le cortes, dove fu deciso che il diritto canonico entrasse a far parte della legge del regno e che qualsiasi legge civile in contrasto con esso dovesse essere abrogata; il clero inoltre, in quanto gestore di scuole ed ospedali, fu esentato da molte tassazioni, in cambio il clero accettava una legge che proibiva alle corporazioni ecclesiastiche di acquistare altra terra.
Nel luglio del 1212, Alfonso inviò un contingente di truppe portoghesi che si unì all'esercito dei regni cristiani di Aragona, Castiglia e Navarra, che sconfisse le truppe musulmane degli Almohadi nella battaglia di Las Navas de Tolosa; ed il re di Castiglia, nel 1217, gli venne in aiuto nella guerra civile che dovette combattere, per una questione di eredità contro le sorelle, Teresa, Sancha e Mafalda, che avevano l'appoggio del fratello Pietro, e che vinse anche per l'arbitrato favorevole di papa Innocenzo III.
Sempre, nel 1217, una flotta crociata, al comando dei conti d'Olanda, l'aiutò a porre l'assedio e conquistare Alcácer do Sal.
Negli ultimi anni di regno Alfonso II cominciò ad applicare la legge contro la manomorta, che avrebbe impedito alla terra di passare nella mano del clero, violando le immunità della chiesa e i privilegi garantiti al clero dalle cortes nel 1211. L'arcivescovo di Braga scomunicò Alfonso ed i suoi ministri. Dopo il 1220, il papa Onorio III minacciò Alfonso di sciogliere i suoi sudditi dall'obbligo di fedeltà; Alfonso fece pace con la chiesa e dopo qualche mese morì e gli succedette il figlio Sancho II.

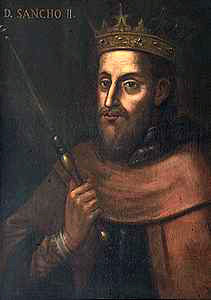
Sancho II il Pio

Sancho II mise subito fine alla contesa che aveva portato il regno in una guerra civile, che continuava strisciante anche dopo la vittoria di suo padre del 1217, concedendo alle zie, Teresa, Sancha e Mafalda le rendite connesse ai castelli ed alle città che avevano ricevuto in eredità dal loro padre (nonno di Sancho II), Sancho I, mantenendone però il controllo politico-amministrativo.
Nel 1226, riaprì la crociata contro i Musulmani, in collaborazione con suo cugino, il re del León, Alfonso IX, riuscì a conquistare la città di Elvas, che, dopo essere stata persa, fu definitivamente riconquistata, verso il 1230, assieme al castello di Juromenha (vicino a Alandroal). Nel periodo tra il 1232 ed il 1234, seguirono altre vittorie con la conquista delle città di Moura, Serpa e Aljustrel. Sancho continuò la guerra Santa, che lo portò, tra il 1238 ed il 1240, ad assoggettare alcuni castelli nel sud dell'Alentejo e tutta la parte occidentale dell'Algarve, affidando parte delle conquiste fatte (Aljustrel, Sesimbra, Aljafar de Pena, Mértola, Ayamonte e Tavira) all'Ordine di Santiago, per ripagarlo dell'aiuto prestatogli.
Però, nonostante le vittorie militari, il regno si stava avviando verso l'anarchia, dove i nobili combattevano contro altri nobili ed i templari contro gli ospitalieri, mentre il clero, contravvenendo alla legge emanata dalle cortes, al tempo di suo padre (1211), continuava ad accrescere le sue proprietà e dato che il disordine pubblico continuò ed il vescovo di Porto, Martino Rodrigues fece al papa Gregorio IX un rapporto molto negativo in cui si diceva che aveva lasciato andare in rovina alcuni castelli e fallito nella difesa delle frontiere, per cui si dichiarava chiaramente l'incapacità di Sancho a governare e quindi la necessità di deporlo e, in quanto essendo privo di discendenza, sostituirlo col fratello, Alfonso, conte di Boulogne.
Papa Gregorio IX, che stimava Sancho, non prese alcuna iniziativa e dopo la sua morte (1241), solo con l'elezione al soglio pontificio del genovese Sinibaldo Fieschi, papa Innocenzo IV, dopo circa 20 mesi di sede vacante, nel 1243, il partito della destituzione cominciò ad offrire ad Alfonso la corona e proporsi come salvatore della patria.
Alfonso si mosse solo dopo il concilio di Lione, del 1245, quando il papa Innocenzo IV proclamò Alfonso tutore del reame ed invitò tutte le autorità ad obbedirgli, pur lasciando a Sancho il titolo di re. Alfonso, all'inizio del 1246, marciò su Lisbona, che gli aprì le porte.
Sancho II si difese ed accettò l'aiuto del re di Castiglia e León Ferdinando III, che gli inviò delle truppe al comando del figlio Alfonso; ma alla fine dovette soccombere e nel corso del 1247, andò in esilio a Toledo, dove morì, nel 1248, e gli succedette il fratello Alfonso III.

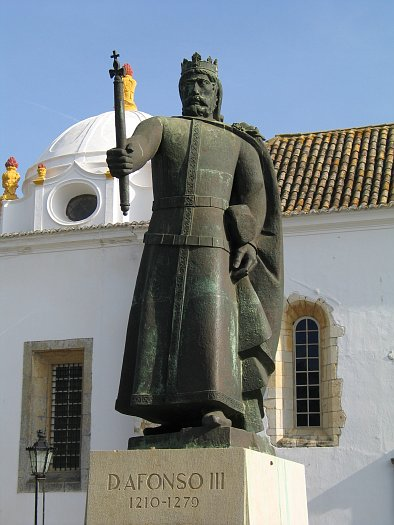
Monumento a Alfonso III a Faro, Algarve, Portogallo

Alfonso III, tramite gli ordini militari, tra il 1249 ed il 1250, recuperò i territori dell'Algarve che erano rimasti sotto il controllo delle truppe castigliane, ma divenuto re di Castiglia, nel 1253, Alfonso X, invase il Portogallo e si appropriò della regione dell'Algarve.
Alfonso III cedette ma, riuscì ad ottenere la mano della figlia illegittima di Alfonso X, Beatrice, con la clausola che quando il primo figlio della coppia avrebbe compiuto sette anni, l'Algarve sarebbe tornato al Portogallo. Alfonso III divorziò dalla prima moglie, Matilde, rinunciando ai suoi possedimenti francesi, e nello stesso anno sposò Beatrice e, nel 1263, Alfonso X di Castiglia consegnò l'Algarve all'erede, il principe Dionigi. Nel 1267, con la convenzione di Badajoz, fu risolto definitivamente il problema dell'Algarve ed il confine tra il Portogallo e la Castiglia, fu stabilito sul fiume Guadiana.
Nel 1265, fu avviato il recupero delle terre che i beneficiari avevano venduto con conseguente perdita dei diritti della corona; le terre incolte vennero confiscate, le altre erano recuperate allo stesso prezzo con cui erano state acquistate dagli attuali proprietari. Inoltre fu stabilito che i beneficiari delle terre della corona dovevano pagare i tributi (con questa norma anche gli ordini religiosi, nel futuro, avrebbero pagato). Queste disposizioni anche se applicate solo in parte e male contribuirono a danneggiare sia il clero che la nobiltà, si lagnarono presso il papa sul comportamento del re, che rispose presentando una dichiarazione delle città che era in suo favore, ed inoltre Alfonso promise al papa Clemente IV che era pronto ad aderire alla crociata promossa dal papa stesso, nel 1267.
Nel 1273 il papa Gregorio X fece pressione su Alfonso perché ottemperasse, con un giuramento, agli obblighi ed alle risoluzioni contenute nelle bolle dei papi Onorio III e Gregorio IX, e nel 1275 lo minacciò di scomunica poiché non aveva ancora prestato giuramento.
Ma la morte del papa (10 gennaio del 1276), lo favorì perché i due papi successivi, papa Innocenzo V e papa Adriano V, regnarono pochi mesi e non diedero seguito alla minaccia; solo con l'elezione del portoghese Pedro Julião conosciuto come Pedro Hispano, eletto nel settembre del 1276, come papa Giovanni XXI, un delegato apostolico pubblicò a Lisbona la bolla ed intimò i provvedimenti al re. Solo, sul letto di morte, nel gennaio del 1279, quando sul soglio pontificio vi era papa Nicola III, Alfonso prestò il giuramento richiesto senza riserve. Alla sua morte gli succedette il figlio Dionigi.

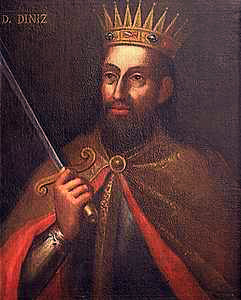
Dionigi l'Agricoltore

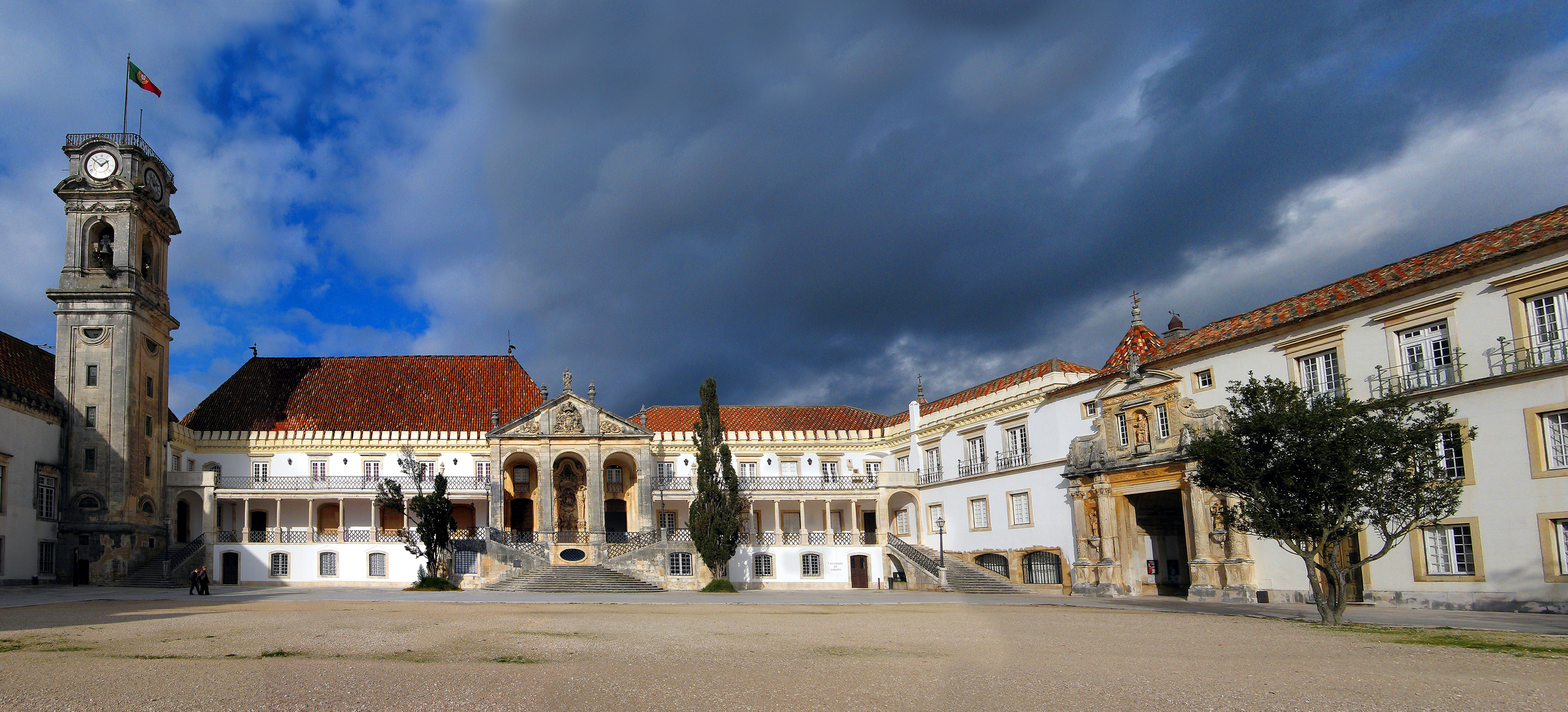
Università di Coimbra, a Coimbra

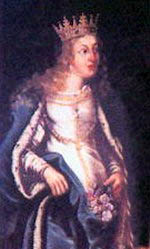
Miracolo delle Rose della regina Isabella

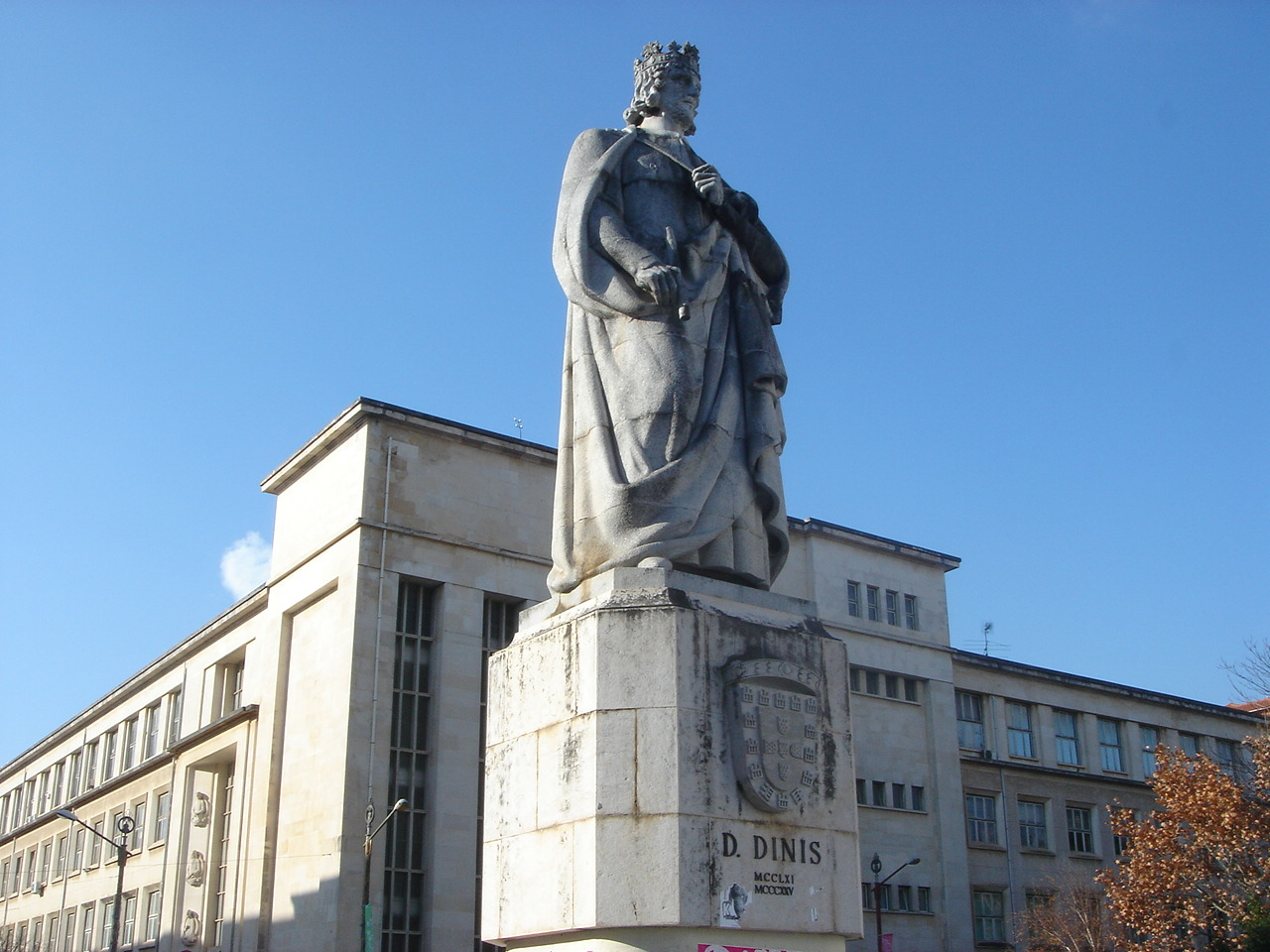
Statua del re Dionigi all'Università di Coimbra

Siccome Dionigi si mantenne fedele alla politica del padre, l'interdetto sul regno del Portogallo rimase. Nel 1280 iniziò una trattativa con papa Niccolò III e proseguita con papa Martino IV, papa Onorio IV e finalmente conclusa con papa Niccolò IV, nel 1289, che portò ad un concordato, che, con un giusto compromesso, regolò le relazioni tra la corona ed il clero.
Nel 1290, per rimediare alla mancanza di scuole universitarie nel regno del Portogallo, Dionigi, forse appoggiandosi al collegio fondato nel 1286, dal suo tutore Dom Domingo Jardo, fondò, a Lisbona, la prima Università (con gli insegnanti pagati dal clero). In seguito ad attriti tra studenti e cittadini di Lisbona, l'Università, nel 1308, fu trasferita a Coimbra.
Nel 1295, dichiarò guerra alla Castiglia, che si affrettò a restituire le città di Serpa e Moura ed inoltre a cedere al Portogallo le città di Aroche ed Aracena e l'anno seguente invase ed annesse il distretto di Ribacôa (i comuni di Almeida, Figueira de Castelo Rodrigo, Pinhel e Sabugal). Nel 1297, fu siglato il trattato di Alcañices, dove i cugini Dionigi e il re di Castiglia, Ferdinando IV, riconosciuto il Ribacôa al Portogallo sancivano una pace della durata di quarant'anni, che prevedeva amicizia e mutua difesa. Infatti, nel 1309, Dionigi andò in aiuto di Ferdinando IV, per la conquista di Gibilterra (che però, nel 1333, fu nuovamente perduta).
Quando il papa Clemente V, il 3 aprile del 1312, soppresse l'ordine dei templari, Dionigi cercò di incorporare le proprietà dei templari nelle proprietà della corona, ma il papa si oppose; allora si giunse all'accordo che tali proprietà dovessero essere trasferite ad un nuovo ordine, l'Ordem de Cristo (Ordine del Cristo), che fu fondato nel 1319 e che sarà molto importante per i futuri viaggi di esplorazione.
Inoltre imitando suo nonno, Alfonso X di Castiglia, Dionigi sostituì il portoghese al latino nelle procedure giudiziarie e fece tradurre il codice reale castigliano, las Siete Partidas, in portoghese.
La corte portoghese, ai tempi di Dionigi, come già ai tempi di suo padre, Alfonso III, che aveva vissuto molti anni in Francia, fu uno dei centri letterari più importanti della penisola iberica. Si prodigò per l'agricoltura (da cui il suo soprannome) con azioni dirette, come il prosciugamento delle paludi, il rimboschimento e l'esportazione del grano. Oppure indirette, come la legge che proibiva alle corporazioni di acquistare le proprietà reali, un'altra che prevedeva la distribuzione delle terre incolte, un'altra che prevedeva che i nobili che si dedicavano all'agricoltura, non perdevano il loro stato di <fidalgos>, cioè la loro nobiltà, ed infine che gli ordini religiosi non potevano entrare in possesso di nuove terre. Inoltre Dionigi riorganizzò la flotta sotto la guida del genovese Emanuele Pessagno.
Gli ultimi anni di regno di Dionigi furono amari sia per la malattia che per la ribellione dell'erede al trono, il futuro Alfonso IV; non si arrivò allo scontro aperto solo per l'intervento della regina, santa Isabella, che, nell'ottobre del 1323 si frappose tra i due eserciti già schierati in ordine di battaglia, ad Alvalade, alla periferia di Lisbona.
(Pare che l'intervento fu miracoloso: al passaggio della regina una barriera luminosa divise i due eserciti.)
Dionigi morì a Santarém e gli succedette il figlio Alfonso IV.

### Ultimi Re della casa di Borgogna

Croce dellOrdine del Cristo, símbolo che adornò, tra le altre cose, le navi portoghesi durante il periodo delle scoperte

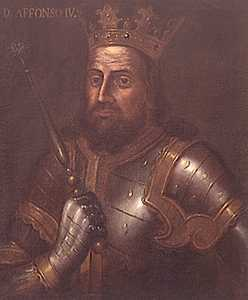
Alfonso IV l'Ardito

Nel 1328, Alfonso IV diede sua figlia, Maria del Portogallo, in moglie al re di Castiglia, Alfonso XI; ma dato che Alfonso XI si infatuò di Eleonora di Guzmán e relegò la moglie Maria ed il figlioletto erede al trono di Castiglia, Pietro, a vivere nell'Alcázar di Siviglia, tra il 1336 ed il 1339, Castiglia e Portogallo si fecero la guerra senza peraltro ottenere risultati tangibili da ambo le parti.
Quando però, nel 1339, i Merinidi del Nordafrica, con l'appoggio dei musulmani di al-Andalus del regno di Granada, tentarono l'invasione dell'Andalusia, messi da parte i rancori, siglata la pace di Siviglia, Alfonso IV inviò l'esercito portoghese in aiuto di Alfonso XI di Castiglia che, il 4 aprile 1340, riportò la vittoria nella battaglia del Rio Salado.
Suo figlio Pietro, già sposato con la principessa castigliana Costanza Manuel, nel 1339, aveva conosciuto una sua dama di compagnia, Inés de Castro e se ne era innamorato perdutamente, trascurando la moglie ed il figlio legittimo ed erede al trono, Ferdinando. A nulla valsero le raccomandazioni e gli ammonimenti di Alfonso IV al figlio; la relazione proseguì e l'entourage castigliano della donna acquisiva ogni giorno sempre più potere. Alla morte di Costanza, Pietro rifiutò qualsiasi partito che non fosse Inés de Castro, anzi sembra che i due si siano sposati in segreto. Alfonso IV, sempre più preoccupato per la sorte del nipote e per l'invadenza dei castigliani, per risolvere la situazione, nel 1355, diede l'ordine di assassinare Inés de Castro. Pietro, non solo non accettò il fatto compiuto ma, in preda all'ira, armato un esercito scatenò una breve guerra civile, nel nord del regno tra i fiumi Duero e Minho, che si esaurì nel corso del 1356 e all'inizio del 1357, fece pace col padre, che pochi mesi dopo morì.
Alfonso IV continuò la politica paterna di limitare l'occupazione delle terre reali da parte dei nobili ed a contenere l'espandersi delle proprietà della chiesa, continuò altresì a potenziare la flotta, soprattutto quella commerciale: durante il suo regno furono scoperte le Isole Canarie.

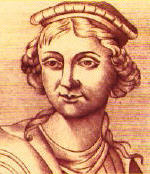
Eleonore Telles de Menezes

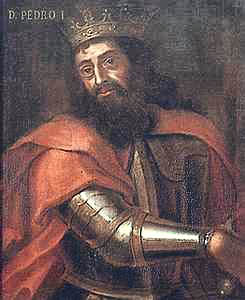
Pietro I il Giustiziere

Appena salito sul trono Pietro I rese noto il suo matrimonio segreto con Inés de Castro, considerandola regina del Portogallo, anche se postuma, e poi si vendicò degli assassini della «regina», facendoli prima uccidere e poi togliendone il cuore. In politica interna si dedicò alla rigorosa amministrazione della giustizia, riuscendo ad ottenere l'uguaglianza di tutti gli uomini davanti alla legge, incrementò i redditi della corona e continuò a contrastare i troppi benefici della chiesa. In politica estera, mantenne il Portogallo in una situazione di neutralità, e se si eccettua un intervento a favore di Pietro IV di Aragona, subito dopo essere salito sul trono, nella guerra dei due Pietri contro la Castiglia, non intervenne nella guerra civile di Castiglia.
Morì nell'Alentejo, il 18 gennaio del 1367, e gli succedette il figlio Ferdinando.

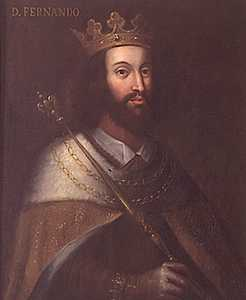
Ferdinando il Bello

Alla morte del re di Castiglia Pietro I il Crudele, nel 1369, Ferdinando divenne pretendente al trono di Castiglia perché, venuta a mancare con la morte di Pietro il Crudele la discendenza diretta (i figli di Pietro furono considerati tutti illegittimi), dei nipoti del re di Castiglia, Sancho IV l'Ardito lui, Ferdinando del Portogallo era il nipote maggiore e quindi l'avente diritto al trono e di conseguenza dichiarò guerra a Enrico II di Trastamara, che di fatto era il re di Castiglia, e invase la Galizia, ma alla prima resistenza galiziana si ritirò, mentre Enrico II di Trastamara entrava in Portogallo e occupava diverse posizioni strategiche tra cui Braganza; nel 1370 una flotta portoghese entrò nel Guadalquivir e attaccò Siviglia ma dovette ritirarsi con gravi perdite; la pace fu siglata ad Alcoutim (1371), anche per l'intervento pacificatore di papa Gregorio XI.
Le ostilità ripresero e, nel 1372, Enrico II invase il Portogallo e raggiunse Lisbona, mentre Ferdinando era bloccato a Santarem, in attesa dell'aiuto inglese che non giunse mai e, nel marzo del 1373, dovette accettare il Trattato di Santarem, imposto da Enrico II in cui cedeva alla Castiglia sei città portoghesi come garanzia. In seguito a questa sconfitta, in due anni, costruì una nuova cerchia di mura intorno a Lisbona, e si preparò ad una nuova guerra con la Castiglia.
Per quanto riguarda il grande scisma, aperto dalla doppia elezione di papa Urbano VI e antipapa Clemente VII, entrambi eletti nel corso del 1378, Ferdinando alla fine del 1379, fece una dichiarazione contro Urbano VI, ma l'alleato inglese fece talmente tali e tante pressioni che alla fine, il 29 agosto 1381, dovette ritrattare.
Dopo la morte di Enrico II di Tastamare (1379), Ferdinando attaccò il nuovo re di Castiglia, Giovanni I di Trastamara, che inviò la flotta castigliana alla foce del Tago e, nel marzo del 1382, pose l'assedio a Lisbona. La città resistette e, nell'agosto dello stesso anno, a Salvaterra de Magos, fu siglata la pace, dove fu concordato un matrimonio tra Giovanni e l'erede al trono del Portogallo, Beatrice del Portogallo, con la clausola che sino a che un figlio di Beatrice non avesse raggiunto l'età di 14 anni, in caso di morte di Ferdinando la reggenza sarebbe stata della regina del portogallo, Eleonora Telles de Menezes. Nell'ottobre del 1383, alla morte di Ferdinando del Portogallo, come da accordi prematrimoniali, la regina Eleonora assume la reggenza del regno del Portogallo per conto della figlia, Beatrice.
In politica interna il governo di Ferdinando fu buono e sviluppò sia l'agricoltura che la navigazione e specialmente per quest'ultima garantì privilegi per i costruttori ed i compratori di navi agevolando anche una compagnia di assicurazione marittima.

### Interregnum(1383-1385)

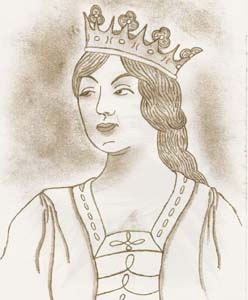
Beatrice del Portogallo

Ma in Portogallo non tutti accettarono che Beatrice fosse regina, senza erede maschio, in quanto, nel caso fosse premorta a Giovanni di Castiglia, il Portogallo si sarebbero trovato con un re straniero e tanto meno accettarono che la regina madre, Eleonora, esercitasse il potere, per conto di Beatrice, sia per la politica filocastigliana del ministro Giovanni Fernandez Andeiro, conte di Ourém, che per sua fama di adultera (al momento si sospettava una relazione con lo stesso Andeiro).
In questa situazione di malcontento, due persone di rango reale, fratellastri del defunto re, Ferdinando, venivano indicate come degne di poter salire sul trono del Portogallo e quindi contendere il trono a Beatrice:
- Giovanni, duca di Valencia de Campos (un feudo leonese), figlio di Pietro il Giustiziere e di Inés de Castro.
- Giovanni di Aviz, figlio illegittimo di Pietro il Giustiziere, Gran Maestro dell'Ordine di Aviz.

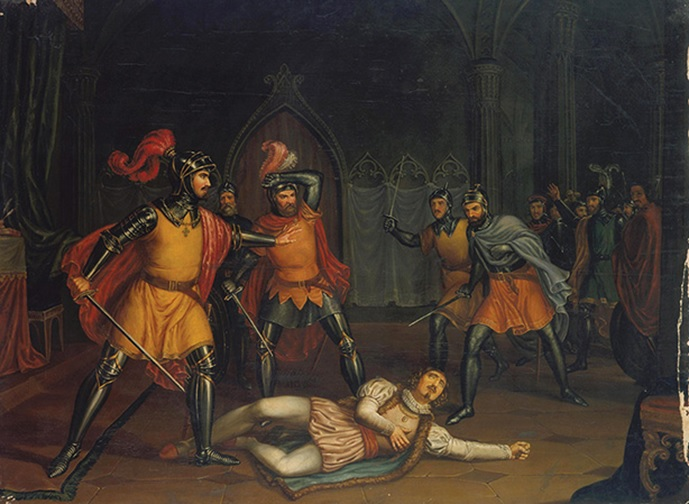
Morte del Conte Andeiro (Museo Nazionale Soares dos Reis, Porto)

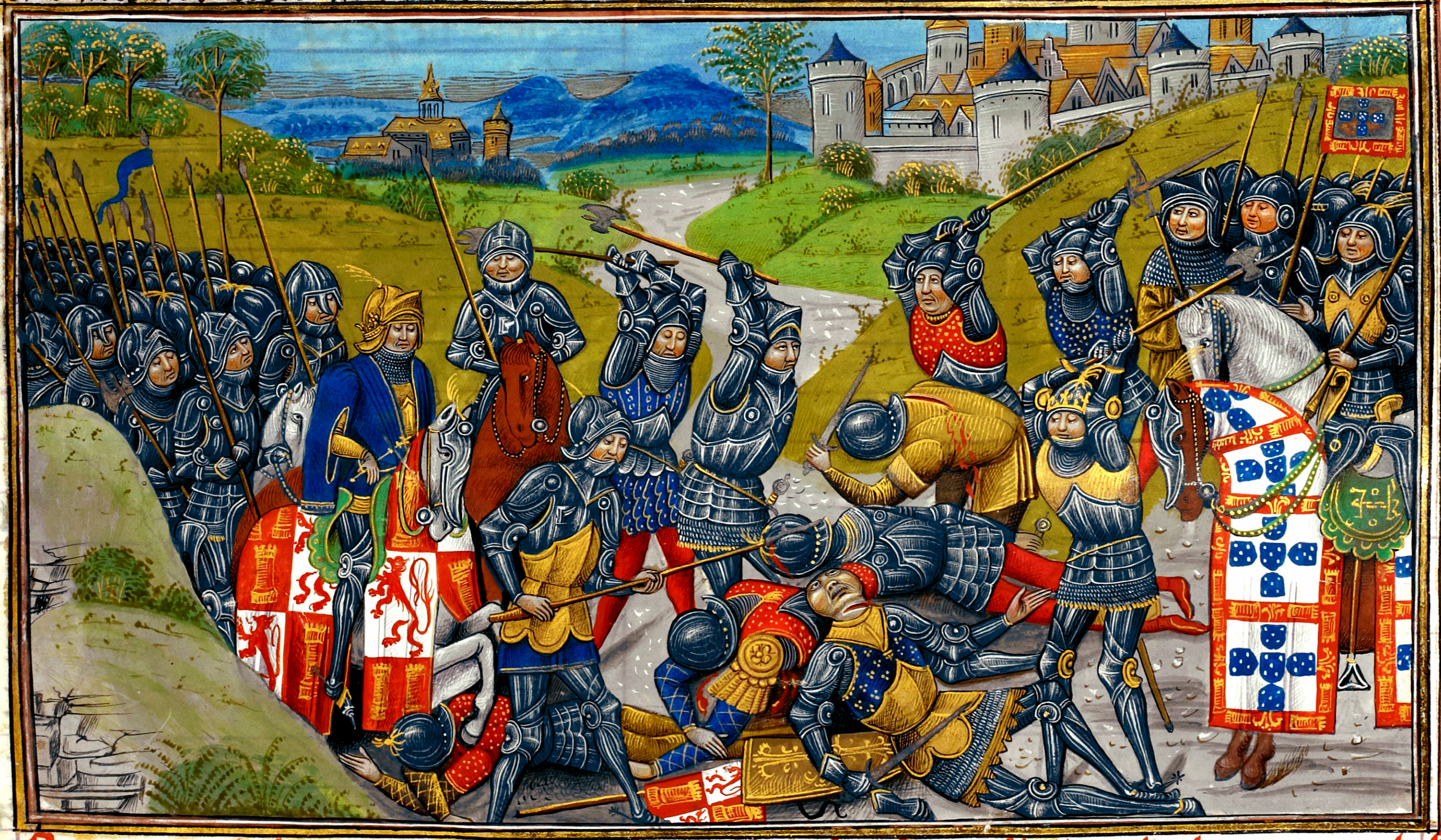
Il genio militare di Nuno Álvares Pereira fu decisivo nella battaglia di Aljubarrota

La nobiltà era divisa, una parte era per il duca Giovanni, considerato un principe di casa reale in quanto sua madre, Inés de Castro, era stata sposata in segreto e quindi legittimato, mentre Giovanni d'Aviz era un illegittimo; ma a favore di quest'ultimo giocava il fatto che era sempre vissuto in Portogallo mentre il suo fratellastro, dopo la tragica morte della madre era stato portato in León ed era stato investito di un feudo leonese
Un gruppo di nobili, tra cui Nuno Álvares Pereira, con l'appoggio della popolazione di Lisbona, nel dicembre del 1383, proclamò Giovanni di Aviz, difensore del regno, dopo che quest'ultimo aveva partecipato personalmente all'assassinio del conte Andeiro, non solo per la sua politica filocastigliana, ma anche per la sua scandalosa condotta con la reggente.
Giovanni di Castiglia, chiamato da Eleonora, che si era ritirata a Santarem, in quanto Lisbona e Porto guidavano la causa autonomista (anticastigliana), invase il Portogallo, subentrò ad Eleonora Telles de Menezes nel governo del Portogallo e mise l'assedio a Lisbona, difesa da Nuno Álvares, nominato Connestabile del Portogallo e Conte di Ourém, che coordinò anche gli aiuti da Porto che, forzato il blocco castigliano sul Tago, ruppero l'assedio e costrinsero Giovanni di Castiglia a rientrare a Toledo, anche perché Beatrice era stata colpita dalla peste. La guerra civile in Portogallo per circa un anno condotta da Giovanni di Aviz ma soprattutto da Nuno Álvares Pereira, che dimostrò delle non comuni doti militari, sottomettendo diverse località che si erano schierate con la Castiglia. 
Nell'aprile del 1385, le Cortes portoghesi furono convocate a Coimbra, per decidere della successione alla corona: gli autonomisti erano divisi tra il difensore del regno, Giovanni di Aviz e Giovanni, duca di Valencia de Campos. Nuno Álvares Pereira appoggiò Giovanni di Aviz che fu il prescelto, e fu eletto re col nome di Giovanni I del Portogallo.
Nuno Álvares, prevedendo una reazione castigliana per difendere gli interessi della regina Beatrice, mise sotto assedio le città, soprattutto nel nord del regno, che appoggiavano la Castiglia e quando Giovanni I di Castiglia invase il Portogallo, con un esercito di 32.000 uomini, tra castigliani e francesi, Nuno Álvares Pereira poté opporre solo 6500 uomini (inclusi 200 arcieri inglesi), tutti appiedati. Lo scontro avvenne il 14 agosto del 1385 ad Aljubarrota, Alcobaça (Portogallo) e la vittoria fu così netta che i portoghesi entrarono in Castiglia ed, il 15 ottobre, sconfissero i castigliani anche a Valverde.

## Cronologia dei re portoghesi del Casato di Borgogna (1139 - 1385)
- Alfonso I (1139 - 1185)
- Sancho I (1185 - 1211)
- Alfonso II (1211 - 1223)
- Sancho II (1223 - 1247)
- Alfonso III (1247 - 1279)
- Dionigi I (1279 - 1325)
- Alfonso IV (1325 - 1357)
- Pietro I (1357 - 1367)
- Ferdinando I (1367 - 1383)
- Eleonora (1383 - 1385) (reggente)